# Bolopleret
Bolopleret is een bestuurslaag in het regentschap Klaten van de provincie Midden-Java, Indonesië. Bolopleret telt 2569 inwoners (volkstelling 2010).